# Pardiglanis tarabinii
Pardiglanis tarabinii é uma espécie de peixe da família Claroteidae.
É endémica do Quénia.
Os seus habitats naturais são: rios.